# 勞動部職業安全衛生署
勞動部職業安全衛生署（簡稱職安署）是中華民國勞動部的所屬機關，位於新北市新莊區行政院新莊聯合辦公大樓。是負責中華民國職業安全和衛生、職業災害勞工保護和勞動檢查業務的最高主管機關。

## 歷史
- 2014年1月29日，總統令，制定公布《勞動部職業安全衛生署組織法》。
- 2014年2月17日，行政院勞工委員會改組升格為勞動部後，原行政院勞工委員會勞工安全衛生處（幕僚單位）整併勞工檢查處、三所（北區、中區、南區）勞動檢查所與勞工保險局職業災害勞工保護室而改制升格為「勞動部職業安全衛生署」（所屬機關）[5]。

## 歷任首長
行政院勞工委員會勞工安全衛生處處長
| 任別                     | 姓名                     | 就職時間                 | 卸任時間                 |
| 勞動部職業安全衛生署署長 | 勞動部職業安全衛生署署長 | 勞動部職業安全衛生署署長 | 勞動部職業安全衛生署署長 |
| ------------------------ | ------------------------ | ------------------------ | ------------------------ |
| 1                        | 傅還然                   | 2014年2月17日            | 2015年1月15日            |
| 代理                     | 張金鏘                   | 2015年1月15日            | 2015年6月15日            |
| 2                        | 劉傳名                   | 2015年6月16日            | 2017年2月24日            |
| 3                        | 鄒子廉                   | 2017年2月24日            | 2025年4月15日            |
| 4                        | 林毓堂                   | 2025年4月15日            | 現任                     |

## 組織
- 署長一人，職務列簡任第十三職等
  - 副署長二人，職務列簡任第十二職等
    - 主任秘書，職務列簡任第十一職等

### 署本部
- 綜合規劃組
- 職業衛生組
- 職業安全組
- 職業災害勞工保護組
- 人事室
- 主計室
- 政風室
- 秘書室
- 資訊室

### 派出單位
- 北區職業安全衛生中心
- 中區職業安全衛生中心
- 南區職業安全衛生中心

## 外部連結
- 勞動部職業安全衛生署 （页面存档备份，存于）（繁體中文）（英文）